# Rafael Galhardo
Rafael Galhardo de Souza, auch Rafael Galhardo, (* 30. Oktober 1991 in Nova Friburgo) ist ein brasilianischer Fußballspieler. Er wird auf der Position eines rechten Abwehrspieler eingesetzt. Alternativ spielt er auch als rechter Mittelfeldspieler.

## Karriere

### Verein
Rafael Galhardo startete seine Laufbahn in den Nachwuchsbereichen des Friburguense AC und vom CR Flamengo. Obwohl noch dem Jugendkader angehörend, spielte er bei Flamengo ab der Saison 2009 zeitweise im Profikader mit. Im Zuge des Gewinns des fünften Meistertitels trat er 2009 in drei Spielen an. Sein Debüt gab er als Einwechselspieler in der Série A am 20. August 2009 zuhause gegen Cruzeiro EC. In der Folge blieb es bei sporadischen Einsätzen. 2011 lief er für Flamengo das erste Mal in einem internationalen Klubwettbewerb auf. In der zweiten Runde der Copa Sudamericana 2011 traf sein Klub am 25. August auswärts auf Atletico Paranaense. In der Begegnung stand Galhardo in der Startelf und wurde nach der Halbzeitpause für Welinton ausgewechselt.
Nach Ende der Staatsmeisterschaft von Rio de Janeiro 2012 wechselte er im Mai des Jahres im Austausch mit Ibson zum FC Santos. Bereits zwei Tage später trat Galhardo das erste Mal für Santos an. Am ersten Spieltag der Meisterschaft 2012 spielte Santos am 20. Mai 2019 auswärts gegen den EC Bahia. Galhardo stand in der Anfangsformation und wurde in der 65. Minute für Messias Maranhão ausgewechselt. In seinem zweiten Spiel eine Woche später zuhause gegen Sport Recife wurde Galhardo in der 28. Minute verletzt und fiel für fünf Monate aus. Durch die Verletzung verpasste er die Teilnahme an den Olympischen Spielen 2012 für welche er nominiert war. Den ersten Einsatz für Santos bestritt Galhardo am 26. Oktober 2012, dem 33. Spieltag der Meisterschaft. In dem Heimspiel gegen Náutico Capibaribe spielte er 90. Minuten. 2013 bestritt er für Santos zwar 21 Pflichtspiele (ein Tor), wurde dann aber für 2014 verliehen.
Galhardo kam zum EC Bahia. Die Leihe wurde auf zwei Jahre befristet. Mit dem Klub konnte er 2014 die Staatsmeisterschaft von Bahia gewinnen. Bei Bahia fiel Galhardo auch mehrmals verletzt aus und kam wettbewerbsübergreifend auf sieben Spiele (zwei Tore) im gesamten Jahr. Zum Jahresende wurde die Leihe vorzeitig beendet.
Bei den Kaderplanungen von Santos spielte Galhardo weiterhin keine Rolle. Er wurde daher an Grêmio FBPA ausgeliehen. Galhardo konnte sich in dem Klub auf der Position des rechten Verteidigers etablieren. Am Ende der Série A 2015 wurde in die Mannschaft der Saison gewählt.
Die Leistungen von Galhardo veranlassten den RSC Anderlecht aus Belgien dazu, diesen zu verpflichten. Anfang Januar 2016 gab der Klub dessen Verpflichtung bekannt. Die Ablösesumme betrug eine Million Euro. Sein einziges Spiel für den Klub bestritt Galhardo am 29. Januar 2016. Am 24. Spieltag der Saison 2015/16 traf sein Klub auswärts auf den VV St. Truiden. In dem Spiel stand er in der Startelf.
Im Juli 2016 wurde Galhardo in seine Heimat an den Atletico Paranaense ausgeliehen. Auch bei Atlético musste der Spieler mit Verletzungen und kam dadurch nicht über die Rolle eines Reservespielers hinaus. Bis Saisonende Anfang Dezember 2016 kam er zu sieben Einsätzen, davon sechs in der Série A 2016 und einen im Copa do Brasil 2016 (keine Tore). Nachdem er sich in der spielfreien Zeit Anfang Januar erneut verletzt hatte, kündigte Galhardo seinen Vertrag bei Atlético und kehrte zu Anderlecht zurück. Am 11. Juli des Jahres wurde bekannt, dass Anderlecht und Galhardo den Arbeitsvertrag im gegenseitigen Einvernehmen aufgelöst haben.
Die nächste Station von Galhardo war wieder in Brasilien. Am 22. Juli gab Cruzeiro Belo Horizonte seine Verpflichtung bekannt. Bis zum Ende der Série A 2017 kam Galhardo nur zu zwei Einsätzen von der Bank. Im Zuge des fünften Gewinns des Copa do Brasil durch Cruzeiro 2017, stand er in keinem Spiel im Kader. Nach Ende der Saison Anfang Dezember lief sein Vertrag aus und wurde nicht mehr verlängert.
Galhardo ging nach Rio de Janeiro zu CR Vasco da Gama. Anfang Januar 2018 unterschrieb er bei dem Klub einen neuen Vertrag. Der Kontrakt erhielt eine Laufzeit bis Januar 2021. 2018 bestritt Galhardo 22 Spiele in vier Wettbewerben, ein Tor gelang ihm dabei nicht. Zum Start in die Saison 2019 fand er keine Berücksichtigung. Im März des Jahres wurde er daraufhin an seine alte Wirkungsstätte Grêmio bis Jahresende ausgeliehen. Mit dem Klub gewann er im April die Staatsmeisterschaft von Rio Grande do Sul 2019. Im August 2020 reichte Galhardo bei Gericht einen Antrag auf einseitige Kündigung seines Vertrages mit Vasco ein.
Nachdem Galhardo seit September 2020 ohne Anstellung war, nahm der kanadische Klub Valour FC ihn Anfang Juni 2021 unter Vertrag. Der Kontrakt erhielt eine Laufzeit bis zum Ender der Canadian Premier League im November 2021. Am 3. Juli gab Galhardo sein Pflichtspieldebüt für Valour. Im Heimspiel gegen Atlético Ottawa wurde er in der 87. Minute für Raphael Ohin eingewechselt. Bereits nach Abschluss der Saison verließ er den Klub wieder und war seit Anfang 2022 ohne neuen Kontrakt. Ende Dezember 2022 verpflichtete ihn der thailändische Zweitligist Rayong FC. Nach 16 Zweitligaspielen für den Verein aus Rayong wurde sein Vertrag im Sommer 2023 nicht verlängert. Im Juni 2023 unterschrieb er einen Vertrag beim thailändischen Erstligisten Sukhothai FC. Nach sechs Ligaspielen wurde sein Vertrag Mitte Dezember 2023 nicht verlängert. Im Januar 2024 unterschrieb er einen Vertrag bei seinem ehemaligen Verein, dem thailändischen Zweitligisten Rayong FC. Die Saison 2023/24 wurde er mit Rayong Tabellendritter und qualifizierte sich somit für die Aufstiegsspiele zur ersten Liga. Hier konnte man sich gegen den Nakhon Si United FC durchsetzen und stieg in die erste Liga auf. Seid diesem Saisonende ist Galhardo ohne Anstellung.

### Nationalmannschaft
2011 war Galhardo Teil der brasilianischen U20-Nationalmannschaft, welche die U-20-Fußball-Südamerikameisterschaft 2011 (sieben Spiele) und die U-20-Fußball-Weltmeisterschaft 2011 (zwei Spiele) gewann. Er trat hierbei an der Seite von Spielern wie Neymar, Philippe Coutinho, Lucas Moura und Danilo an. Bei der WM wurde vorwiegend als Mittelfeldspieler eingesetzt.

## Erfolge
U-20 Nationalmannschaft
- U-20-Fußball-Südamerikameisterschaft: 2011
- U-20-Fußball-Weltmeisterschaft: 2011

Flamengo
- Campeonato Brasileiro de Futebol: 2009
- Taça Rio: 2011
- Taça Guanabara: 2011
- Staatsmeisterschaft von Rio de Janeiro: 2011

Bahia
- Staatsmeisterschaft von Bahia: 2014

Grêmio
- Staatsmeisterschaft von Rio Grande do Sul: 2019

Auszeichnungen
- Bola de Prata: 2015